# Кейлі Гілкріст
Кейлі Гілкріст (англ. Kaleigh Gilchrist, нар. 16 травня 1992) — американська ватерполістка, олімпійська чемпіонка 2016 та 2020 років, чемпіонка світу.

## Виступи на Олімпіадах
| Олімпіада           | Дисципліна | Місце |
| ------------------- | ---------- | ----- |
| Ріо-де-Жанейро 2016 | водне поло | 1     |
| Токіо 2020          | водне поло | 1     |